# High Court of American Samoa
Der High Court of American Samoa ist der Oberste Gerichtshof des amerikanischen Außengebiets Amerikanisch-Samoa. Er hat seinen Sitz in einem denkmalgeschützten Gebäude in Fagatogo und untersteht direkt dem Obersten Gerichtshof der Vereinigten Staaten.

## Gerichtsorganisation
Als einziger der Obersten Gerichtshöfe in den Außengebieten hat der High Court of American Samoa nicht den Status eines Bundesgerichts, sondern ist ein mit besonderen Befugnissen ausgestattetes örtliches Gericht, die unter anderem Schifffahrt, Lebensmittelsicherheit und Tier- und Naturschutz betreffen. Der Gerichtshof hat einen obersten Richter und einen Richter, die beide seit dem Jahr 1951 vom Innenminister der Vereinigten Staaten ernannt werden.

## Baugeschichte
Das Gebäude des High Court of American Samoa wurde wahrscheinlich zwischen Ende 1900 und dem Anfang des Jahres 1904 im Auftrag der United States Navy erbaut, die nach dem Samoa-Vertrag von 1899 für die Verwaltung der östlichen Samoainseln zuständig war. Beim knapp drei Jahre dauernden Hausbau unterstützten Handwerker aus Deutsch-Samoa die Arbeiten. Seit dem 12. Februar 1974 ist der High Court of American Samoa unter der Bezeichnung Courthouse of American Samoa als Baudenkmal im National Register of Historic Places verzeichnet.